# (5265) Schadow
(5265) Schadow ist ein Asteroid des Hauptgürtels, der am 24. September 1960 von dem niederländischen Astronomenehepaar Cornelis Johannes van Houten und Ingrid van Houten-Groeneveld entdeckt wurde. Die Entdeckung geschah im Rahmen des Palomar-Leiden-Surveys, bei dem von Tom Gehrels mit dem 120-cm-Oschin-Schmidt-Teleskop des Palomar-Observatoriums (IAU-Code 675) aufgenommene Feldplatten an der Universität Leiden durchmustert wurden.
Der Asteroid gehört zur Hygiea-Familie, einer eher älteren Gruppe von Asteroiden, wie vermutet wird, deren größtes Mitglied der Asteroid (10) Hygiea ist.
(5265) Schadow wurde nach dem preußischen Grafiker und Bildhauer Johann Gottfried Schadow (1764–1850) benannt, dem bedeutendsten Vertreter des deutschen Klassizismus, zu dessen Hauptwerken die Quadriga auf dem Brandenburger Tor zählt.